# Jeziorki (Piła)
Pour les articles homonymes, voir Jeziorki.
Jeziorki (prononciation : [jɛˈʑɔrki], en allemand : Stusseldorf) est un village polonais de la gmina de Kaczory dans le powiat de Piła de la voïvodie de Grande-Pologne dans le centre-ouest de la Pologne.
Il se situe à environ 6 kilomètres au nord de Kaczory (siège de la gmina), 9 kilomètres à l'est de Piła (siège du powiat), et à 84 kilomètres au nord de Poznań (capitale de la Grande-Pologne).

## Histoire
De 1975 à 1998, le village faisait partie du territoire de la voïvodie de Piła.

Depuis 1999, Jeziorki est situé dans la voïvodie de Grande-Pologne.